# Саратога Спрингс (Юта)
Вижте пояснителната страница за други значения на Саратога Спрингс.
Саратога Спрингс (на английски: Saratoga Springs) е град в окръг Юта, щата Юта, САЩ. Саратога Спрингс е с население от 1003 жители (2000) и обща площ от 26,8 km². Намира се на 1373 m надморска височина. ЗИП кодът му е 84045, а телефонният му код е 801.